# Bobea gaudichaudii
Bobea gaudichaudii là một loài thực vật có hoa trong họ Thiến thảo. Loài này được (Cham. & Schltdl.) H.St.John & Herbst mô tả khoa học đầu tiên năm 1975.